# Inez Dahl Torhaug
Inez Dahl Torhaug (* 3. April 2004 in Stockholm) ist eine schwedische Schauspielerin.

## Leben und Karriere
Torhaug wurde am 3. April 2004 in Stockholm geboren. Sie ist die Tochter der Schauspieler Henrik Dahl und Kirsti Torhaug. Ihr Debüt gab sie 2016 in dem Kurzfilm Rebecka, Portrait of a Mother. Anschließend war sie 2018 in dem Kurzfilm Jag tror jag är lite kär i dig zu sehen. Für die Rolle bekam sie die Auszeichnung Grand OFF Award als beste Nebendarstellerin. 
Außerdem spielte sie 2021 in der Fernsehserie Det som göms i snö mit. 2022 bekam Torhaug in dem Film UFO Sweden die Hauptrolle. Für den Film UFO Schweden gewann sie den MovieZine Awards Preis.

## Filmografie
- 2016: Rebecka, Portrait of a Mother (Kurzfilm)
- 2018: Jag tror jag är lite kär i dig (Kurzfilm)
- 2021: Det som göms i snö (Fernsehserie)
- 2022: UFO Sweden